# آنا تشاكفيتادزه
آنا تشاكفيتادزه (بالروسية:  Анна Джамбулиловна Чакветадзе) من مواليد (5 مارس 1987 في موسكو) هي لاعبة كرة مضرب روسية.

## روابط إضافية
- Official site
- Anna Chakvetadze على موقع رابطة محترفات كرة المضرب
- ITF pro profile
- ITF juniors profile

## روابط خارجية
- آنا تشاكفيتادزه على موقع رابطة محترفات التنس (الإنجليزية)
- آنا تشاكفيتادزه على موقع الاتحاد الدولي لكرة المضرب (الإنجليزية)
- آنا تشاكفيتادزه على موقع كأس بيلي جين كينغ (الإنجليزية)
- آنا تشاكفيتادزه على موقع بطولة ويمبلدون (الإنجليزية)
- آنا تشاكفيتادزه على موقع خلاصة التنس.كوم (الإنجليزية)
- آنا تشاكفيتادزه على موقع إي إس بي إن.كوم (الإنجليزية)